# Mrzygłody
Mrzygłody – przysiółek wsi Werchrata w Polsce, położony w województwie podkarpackim, w powiecie lubaczowskim, w gminie Horyniec-Zdrój.
W latach 1975–1998 przysiółek administracyjnie należał do województwa przemyskiego.
Wierni Kościoła rzymskokatolickiego należą do parafii św. Józefa w Werchracie.